# Gérard Brach
Gérard Brach (ur. 23 lipca 1927, zm. 9 września 2006 w Paryżu) – francuski scenarzysta filmowy. Przez wiele lat współpracował z Romanem Polańskim, pisząc scenariusze do takich filmów jak Wstręt, Lokator, Frantic czy Gorzkie gody. W latach 1970 i 1971 wyreżyserował filmy Dom i Statek na trawie.
Został wyróżniony nagrodą BAFTA (1988) za najlepszy scenariusz adaptowany do filmu Jean de Florette. Był dwukrotnie nominowany do Cezarów.
Przyczyną jego śmierci była choroba nowotworowa.